# Processus coracoïde
Le processus coracoïde (ou apophyse coracoïde) (du grec κόραξ, κόρακος / korax, korakos, « corbeau ») est une excroissance osseuse en forme de crochet située sur la face supérieure du col de la scapula.

## Description
Le processus coracoïde est un épais processus courbe en forme de doigt fléchi attaché par une large base à la partie supérieure du col de la scapula. Il se dirige d'abord en haut, en avant et en dedans, puis s'amincissant en se projetant en avant et latéralement. Il présente :
- un segment vertical ;
- un segment horizontal ;
- un coude de jonction entre ces deux segments ;
- un sommet.

### Segment vertical
Le segment vertical est oblique en haut, en avant et en dedans et aplati d'avant en arrière.
Ses faces postérieure et antérieure sont lisses.
Sur ce segment s'insère :
- le ligament transverse supérieur de la scapula sur son bord médial ;
- le ligament coraco-huméral sur son bord latéral ;

### Segment horizontal
Le segment horizontal est oblique en bas, en avant et en dehors et aplati de haut en bas.
La partie médiale de sa face supérieure est une insertion du muscle petit pectoral.
Sa face inférieure est lisse et une bourse synoviale la sépare du muscle subscapulaire.
Son bord médial reçoit le prolongement de l'insertion du muscle petit pectoral de la face supérieure et en arrière celle du ligament coraco-claviculaire médial.
Son bord latéral reçoit l'insertion du ligament coraco-acromial et du ligament coraco-huméral dans le prolongement de son insertion sur le segment vertical.

### Coude de jonction
Le coude formé par l'union des deux segments présente une crête transversale qui reçoit l'insertion de ligaments (de dehors en dedans) :
- le ligament trapézoïde ;
- le ligament conoïde ;
- le prolongement de l'insertion du ligament coraco-claviculaire médial.

### Sommet
Le sommet arrondi donne insertion au tendon commun des muscles court biceps et coracobrachial.

## Anatomie fonctionnelle
Le processus coracoïde contribue, avec l'acromion, à stabiliser l'articulation scapulo-humérale.

## Aspect clinique
Le processus coracoïde est palpable au niveau du triangle clavi-pectoral entre les muscles deltoïde et grand pectoral, juste en dessous et en avant de l'extrémité latérale de la clavicule.
En chirurgie, il sert de point de repère pour éviter les dommages neurovasculaires. Les principales structures neurovasculaires pénètrent dans le membre supérieur en dedans du processus coracoïde, en conséquence les abords chirurgicaux de la région de l'épaule doivent toujours avoir lieu latéralement au processus coracoïde.

## Anatomie comparée
Chez les monotrèmes, la coracoïde est un os séparé. Les reptiles, les oiseaux et les grenouilles (mais pas les salamandres ) possèdent également un os de ce nom, mais ce n'est pas l'homologue du processus coracoïde des mammifères.
Les anthropologues utilisent le processus coracoïde pour étudier la morphologie de l'épaule afin de savoir si les membres supérieurs ont fourni un support à la bipédie aux premiers âges des hominidés.

## Galerie

Le processus coracoïde de l'omoplate gauche.
Le processus coracoïde.
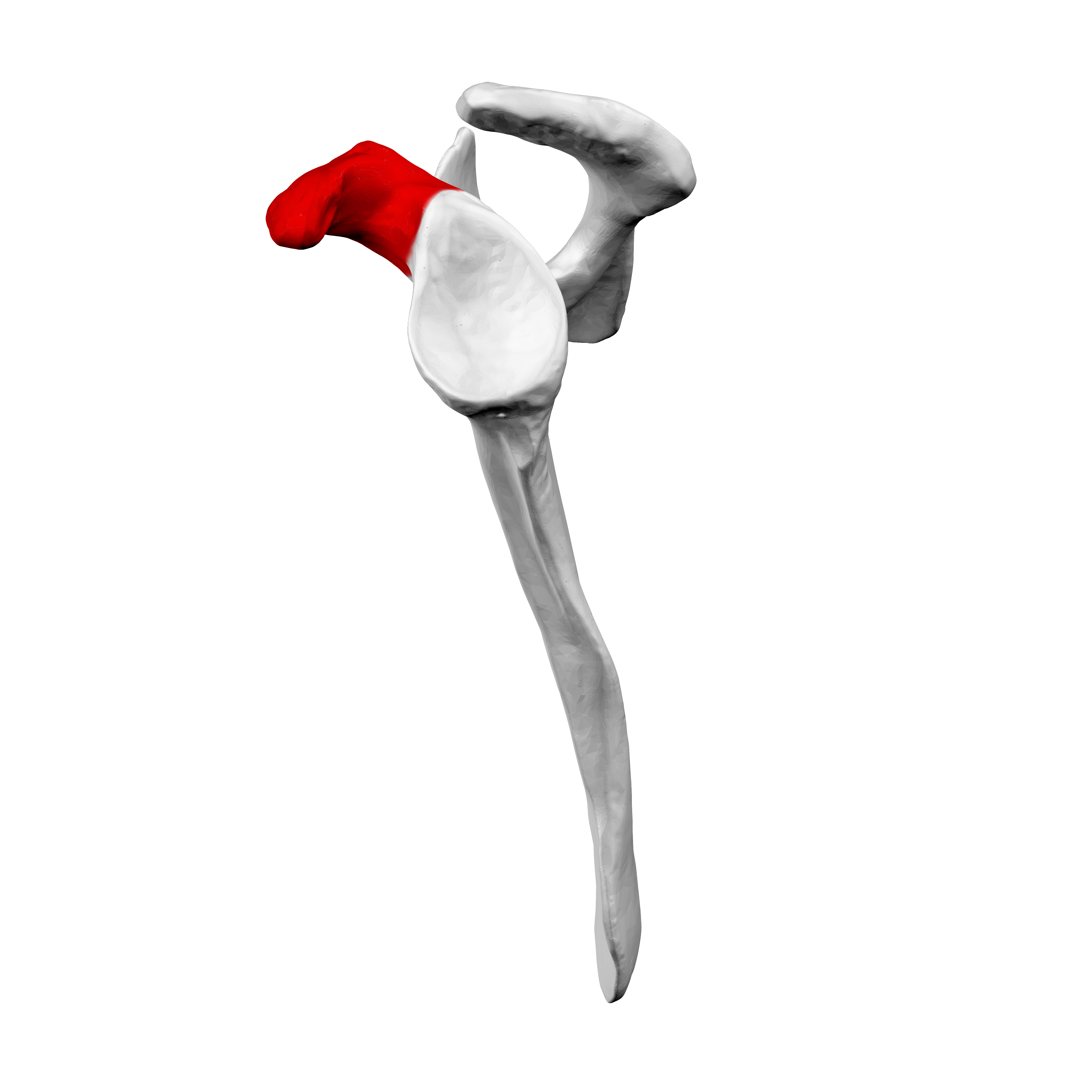
Le processus coracoïde de l'omoplate gauche.